# Džun’ičiró Tanizaki
Džun’ičiró Tanizaki (japonsky 谷崎潤一郎, Tanizaki Džun’ičiró; 24. července 1886, Nibonbaši – 30. července 1965, Jugawara) byl japonský spisovatel. K jeho velkým tématům patřily sexuální obsese a příval západní kultury do Japonska. Často využíval ironický humor.

## Život
Studoval japonskou literaturu na Tokijské císařské univerzitě, ale studia nedokončil. Začal přispívat do literárních časopisů (Subaru, Mita bungaku, Čúó kóron aj.). Roku 1909 pak vydal povídku Šisei (Tetování). Na počátku své tvorby byl ovlivněn evropskou literaturou, zvláště francouzskými dekadenty, ale poté se soustředil na hledání specificky japonské podoby krásy. V roce 1923, po mohutném zemětřesení v Tokiu, se přestěhoval do okolí Kjóta. Vrchol jeho tvorby přišel ve 20. a 30. letech, kdy vydal prózy jako Ti, kteří raději kopřivy (1928), Pokus o životopis Šunkin (1933), Požaté rákosí (1933) atd. Roku 1935 se rozhodl do moderní japonštiny přeložit klasické dílo spisovatelky Murasaki Šikibu Příběh prince Gendžiho, jímž byl fascinován. K překladu se několikrát vrátil a znovu ho přepracovával. V roce 1948 vydal jedno ze svých nejúspěšnějších děl, román Sestry Makiokovy. V pozdních románech Klíč (1955) a Deník šíleného starce (1961) řeší téma stáří.